# Marius Popescu
Marius Marin Popescu (n. 17 octombrie 1927, Calafat, Județul Dolj, România – d. 1 aprilie 1995, Craiova, Județul Dolj, România) a fost un agronom, pomicultor și profesor universitar român, considerat unul dintre cei mai importanți specialiști în pomicultura pe soluri nisipoase din Europa. Pionier al pomiculturii intensive în Oltenia, a contribuit decisiv la valorificarea nisipurilor din sudul României prin tehnologii inovatoare. Membru fondator al Societății Române de Horticultură și al Societății Pomicultorilor din România, a fost profesor la Facultatea de Horticultură din Universitatea Craiova și coordonator al unor cursuri fundamentale de pomicultură.

## Biografie

### Copilărie și educație
Marius Popescu s-a născut la 17 octombrie 1927 în Calafat, Județul Dolj, fiind unul dintre cei șase copii ai preotului Constantin Popescu și ai Ninei Popescu, casnică. A urmat școala primară în Calafat, clasele elementare și liceul la Colegiul „Frații Buzești” din Craiova, unde s-a remarcat prin rezultate excelente. Între 1948 și 1952, a studiat la Facultatea de Agronomie din Universitatea Craiova, absolvind cu calificative maxime la examenul de stat.

### Carieră profesională
În 1951, Marius Popescu a fost angajat ca asistent la disciplinele de Pomicultură și Viticultură în cadrul Facultății de Agronomie din Craiova, la catedra condusă de profesorul Mircea Oprean. A avansat rapid, devenind șef de lucrări (1955–1962), conferențiar (1962–1970) și profesor (1970–1995). Între 1955 și 1969, a fost titularul „Cursului de pomicultură”, iar din 1965 până în 1994, al cursului de Pomologie, o performanță rară în învățământul agronomic românesc. A fost șef al Catedrei de Pomicultură (1970–1973), decan al Facultății de Horticultură (1968–1975, 1981–1989) și prorector al Universității Craiova (1975–1981).
A efectuat specializări în străinătate, care i-au consolidat expertiza în pomicultura pe nisipuri: trei luni în Bulgaria (1963), șase luni în Italia (1966), două luni în Ungaria (1973) și Polonia (1977). A înființat Laboratorul de Pomicultură și Viticultură la Craiova, sub îndrumarea profesorilor Vasile Sonea și Mircea Oprean, și a contribuit la fondarea stațiunilor de cercetare pomicolă Tâmburești și Banu Mărăcine.

### Familie
Marius Popescu a fost unul dintre cei șase copii ai lui Constantin și Nina Popescu. Nu sunt disponibile detalii despre soție sau copii.

## Activitate științifică
Marius Popescu a fost un pionier al pomiculturii pe soluri nisipoase, contribuțiile sale având un impact major asupra horticulturii din Oltenia. A publicat peste 77 de studii, 7 tratate și monografii, 8 referate internaționale, 7 cursuri universitare, 14 lucrări de îndrumare tehnică, 5 broșuri și 12 articole de popularizare. A îndrumat 19 teze de doctorat și a realizat 15 recenzii pentru Ministerul Învățământului. Cercetările sale s-au concentrat pe cinci domenii principale:
- Zonarea și microzonarea pomiculturii: A stabilit bazinele pomicole din Oltenia, delimitând zonele optime pentru specii precum caisul, piersicul și prunul.
- Pomicultura pe nisipuri: A dezvoltat tehnologii inovatoare pentru valorificarea a peste 140.000 ha de nisipuri, prin plantare semi-adâncă, irigații și acumulări artificiale de apă. A înființat câmpul experimental Tâmburești, un model pentru livezile intensive.
- Sortimentul de soiuri și portaltoi: A studiat sute de soiuri și portaltoi, recomandând piersici (ex. Fillete, Cardinal, Eberta), nectarine (ex. Nectared, Fantezia), caise (ex. Băneasa 32/17, Mamaia) și vișine pentru nisipuri și zone colinare.
- Biologia speciilor pomicole: A investigat procesele de creștere, fructificare și înflorire, stabilind tehnologii diferențiate pentru livezile pe nisipuri.
- Tehnologii pomicole: A introdus metode precum supraaltoirea la vișin, udarea localizată, fertilizarea organică și minerală, și nivelarea dunelor pentru livezi.

A fost influențat de profesorii Nicolae Constantinescu, Teodor Bordeianu și Aurel Negrilă, teza sa de doctorat, „Cercetări privind cultivarea speciilor de cais și prun pe nisipurile din stânga Jiului”, fiind recunoscută pentru originalitate.

## Lucrări
Marius Popescu a publicat numeroase lucrări științifice, cursuri și tratate, dintre care cele mai reprezentative includ:
- Curs de pomicultură (1965, 1967), Biblioteca Universității Craiova.
- Pomicultura generală (1968, coautor), Editura Didactică și Pedagogică (EDP).
- Pomicultura specială (1974, coautor), EDP.
- Pomicultura generală și specială (1977, 1982, 1992, coautor), EDP.
- Piersicul. Tratat (1990), Editura Ceres.
- Nisipurile din stânga Jiului și valorificarea lor (monografie, premiată de Academia Română).
- Comportarea pomilor în primii ani de la plantare pe nisipuri (1957), Revista Grădina, Via și Livada.
- Microraionarea pomiculturii în Regiunea Olteniei (1964), Revista Grădina, Via și Livada.
- Comportarea principalelor soiuri de piersic pe nisipurile din stânga Jiului (1965, cu Tatiana Pădureanu, Elena Voica), Buletin științific, Institutul Agronomic „Tudor Vladimirescu”.
- Cercetări privind cultivarea speciilor de cais și prun pe nisipurile din stânga Jiului (teza de doctorat), Biblioteca Institutului Agronomic „N. Bălcescu”.
- Udarea localizată, metodă de perspectivă pentru irigarea în pomicultură (1988, cu I. Ciobanu, I. Godeanu), Revista Horticultura.

A coordonat cursuri cu colaboratori precum Ioan Milițiu, Ioan Godeanu, Nicolae Cepoi, Vasile Cireașă și Grigore Mihăescu.

## Premii și recunoaștere
- Premiul „Ion Ionescu de la Brad” al Academiei Române (1966).
- Medalia „Meritul Științific”.
- Diploma „85 de ani de la fondarea Societății Române a Horticultorilor”.
- Diploma de onoare a Societății Române de Horticultură pentru „Pomicultura generală și specială”.
- Membru fondator al Societății Române de Horticultură.
- Membru fondator al Societății Pomicultorilor din România.
- Membru al Societatea Internațională de Științe Horticole (ISHS).

## Recunoaștere internațională
Marius Popescu a reprezentat horticultura românească la mai multe evenimente internaționale:
- Simpozionul Internațional pentru cais, Subotica, Iugoslavia (1968).
- Congresul Societății Internaționale pentru Horticultură, Bosnia (1974).
- Simpozionul Internațional pentru cais, Madrid (1978).
- Congresul Internațional de Horticultură, RF Germania (1982).

## Contribuții suplimentare

### Proiecte educaționale
A elaborat șapte cursuri de pomicultură, considerate tratate științifice, care au format generații de horticultori. A fost lider al cadrelor didactice de pomicultură din România timp de trei decenii.

### Cercetare și mentorat
A format o școală de pomicultură la Craiova, colaborând cu cercetători precum Ioan Godeanu, Elena Voica, Tatiana Pădureanu și Adrian Baciu. A îndrumat 19 teze de doctorat, influențând dezvoltarea cercetării pomicole.

### Infrastructură pomicolă
A contribuit la înființarea stațiunilor de cercetare Tâmburești și Banu Mărăcine, care au devenit centre de referință pentru pomicultura pe nisipuri.